# Filo da torcere
Filo da torcere (Every Which Way but Loose) è un film del 1978 diretto da James Fargo; il film ha avuto un seguito dal titolo Fai come ti pare (1980).

## Trama
La partenza improvvisa di Lynn, una cantante country che gli aveva infranto il cuore, induce Philo, camionista di Los Angeles che non disdegna di arrotondare il proprio reddito con qualche incontro di boxe clandestina (quella classica non fa per lui perché "ci sono troppe regole"), a seguire le sue tracce sino in Colorado. Lo aiutano nella ricerca l'amico Orville, Echo (una venditrice ambulante di meloni) e Clyde, l'affettuoso orango che un tempo il nostro eroe aveva, a suon di pugni, riscattato dalla prigionia in uno zoo safari. Non lo fermeranno né "Le vedove nere", una scalcinata banda di biker i cui componenti indossano giacche con cuciti disegni di ragni (vedove nere e svastiche), né una coppia male in arnese di sbirri vendicativi. Solo l'amara scoperta della vera natura della donna amata porrà fine al suo sogno.